# Boussès
Boussès  es una población y comuna francesa, en la región de Aquitania, departamento de Lot y Garona, en el distrito de Nérac y cantón de Houeillès.
El municipio de Boussès se formó con las parroquias de Durance y Pompiey, la Baronie de Durance. Hoy pertenece al cantón de Forêts de Gascogne. Su superficie lo convierte en uno de los municipios más extensos de Lot-et-Garonne pero también uno de los menos poblados.

## Demografía
| 108 | 99 | 66 | 57 | 46 | 41 |
| Para los censos de 1962 a 1999 la población legal corresponde a la población sin duplicidades (Fuente: INSEE [Consultar]) |    |    |    |    |    |

## Ayuntamiento de Boussès y autoridades
El alcalde de Boussès es el Sr. François THOLLON-POMMEROL El establecimiento público de cooperación intermunicipal del municipio de Boussès es la Comunidad de Municipios de Coteaux y Landes de Gascogne . Este EPCI está presidido por el Sr. Raymond GIRARDI.